# United States Immigration and Customs Enforcement
Pour les articles homonymes, voir ICE.
Le Service de l’immigration et des douanes des États-Unis (United States Immigration and Customs Enforcement – ICE) est une agence fédérale relevant du Département de la Sécurité intérieure des États-Unis (United States Department of Homeland Security). Sa mission principale est de protéger le pays contre la criminalité transnationale et l’immigration illégale, menaces pour la sécurité nationale et l'ordre public,.
L’ICE se compose de deux directions principales :
- Direction des enquêtes sur la sécurité intérieure (Homeland Security Investigations Branch – HSI);
- Direction des opérations d’application de la loi et de renvoi (Enforcement and Removal Operations Branch – ERO).

À cela s’ajoutent trois divisions de soutien :
- Division de la gestion et de l’administration des programmes (Management and Program Administration);
- Bureau du conseiller juridique principal (Office of the Principal Legal Advisor);
- Office de la responsabilité professionnelle (Office of Professional Responsibility).

L’agence dispose de bureaux sur l’ensemble du territoire américain, ainsi que de représentations dans les principales ambassades des États-Unis à l’étranger. À noter que les agents de l’ICE ne patrouillent pas les frontières ; cette responsabilité incombe au Service des douanes et de la protection des frontières des États-Unis (United States Customs and Border Protection – CBP).
Actuellement dirigée par Todd Lyons, en poste à titre intérimaire, l’ICE n’a pas eu de directeur confirmé par le Sénat depuis le départ de Sarah Saldaña, le 20 janvier 2017.

## Objet
L’ICE repose sur deux principales branches aux fonctions distinctes, soit la Direction HSI, chargée de lutter contre la criminalité transnationale, et la Direction ERO, responsable de l’arrestation, de la détention, de l’expulsion et du renvoi des personnes sans papiers.
C’est la Direction ERO qui incarne la face la plus visible et la plus controversée de l’ICE ; elle gère les centres de détention où sont enfermées des personnes soupçonnées d’être en situation irrégulière et considérées comme une menace pour la sécurité publique – une notion souvent floue et arbitraire.
Comme son prédécesseur – à savoir le Service de l’immigration et de la naturalisation (Immigration and Naturalisation Service – INS) –, l’ICE est connue dans les communautés hispanophones sous le nom de « la migra », symbole de la peur, de la surveillance et de la répression migratoire.
L’agence applique plus de 400 lois fédérales, avec un accent particulier sur les infractions douanières, le contrôle de l’immigration, la prévention du terrorisme et la contrabande,.

## Histoire
Les origines des agents spéciaux (special agents) de la Direction HSI remontent à la création en 1789 du Service des douanes des États-Unis (United States Customs Service). La taxation des importations entraîne la fondation du Département du Trésor (Treasury Department) et de ses composantes, dont le Service de douanes maritimes armées (Revenue Cutter Service). La Révolution industrielle pousse le gouvernement à adopter les premières lois sur l’immigration, ciblant le travail forcé, la traite des êtres humains et l’exploitation des enfants.
En 2003, l’ICE voit le jour, en même temps que le Département de la Sécurité intérieure, et ce dans le cadre de la Loi de 2002 sur la sécurité intérieure (Homeland Security Act, 2002), adopté après les attentats du 11 septembre 2001. L’agence reprend alors les fonctions de l’INS, auparavant rattaché au Département de la Justice (Department of Justice), ainsi que celles du Service des douanes des États-Unis (United States Custom Service), dépendant du Département du Trésor. L’ICE devient la principale service d’enquête du Département de la Sécurité intérieure et participe aux travaux du Groupe de travail conjoint contre le terrorisme (Joint Terrorism Task Force) du Bureau fédéral d’enquête (Federal Bureau of Investigation – FBI).
L’agence absorbe les ressources d’enquête criminelle et de renseignement du Service des douanes, ainsi que les fonctions de détention et d’expulsion de l’INS. Le Service fédéral de protection (Federal Protective Service) est d’abord intégré à l’ICE, puis transféré en 2009 à la Direction nationale de la protection et des programmes (National Protection and Programs Directorate). En 2003, Asa Hutchinson transfère le Service fédéral des agents de sécurité aérienne (Federal Air Marshals Service) de l'Administration de la sécurité des transports (Transportation Security Administration – TSA) vers l’ICE, mais Michael Chertoff le réintègre à la TSA en 2005.
En février 2005, l’ICE lance l’opération « Community Shield » (protéger la communauté), une initiative nationale visant à démanteler les gangs criminels transnationaux, en s’appuyant sur ses pouvoirs étendus, notamment celui d’expulser des immigrés criminels, qu’ils soient en situation irrégulière ou résidents permanents,.
Dès son premier mandat, le président Donald Trump impose une politique migratoire stricte en signant un décret pour augmenter les effectifs de l’ICE de 10 000 agents et étendre ses pouvoirs. Alors que l’administration Obama cible principalement les personnes accusées de crimes graves, Trump ordonne à l’ICE de poursuivre toute personne entrée illégalement sur le territoire. Les arrestations se multiplient, y compris celles de citoyens américains. L’ICE mène des raids spectaculaires dans des lieux de travail, des lieux de culte et des établissements scolaires. Face à ces pratiques, des élus démocrates et des figures progressistes appellent à la suppression de l’agence et à une réforme du système migratoire,.
En 2018, 19 agents spéciaux et hauts responsables de la Direction HSI adressent une lettre à la secrétaire à la Sécurité intérieure, Kirstjen Nielsen, pour demander une séparation formelle de l’ICE,. Ces responsables expliquent que la mission d’enquête de la Direction HSI est constamment entravée par les activités policières menées par la Direction ERO, également rattachée à l’ICE,. De nombreuses juridictions limitent leur coopération avec la Direction HSI en raison de son association avec les opérations controversées d’expulsion,. Les signataires demandent que HSI soit restructurée en agence indépendante, à l’image du Secret Service (Service de protection des personnalités). Ils soulignent qu’aucune agence du Département de la Justice n’est associée à une entité aussi différente ; par exemple, le FBI n’est pas couplé au Office des prisons (Bureau of Prisons) ni à l'Administration de contrôle des drogues (Drug Enforcement Administration). Cette lettre reste sans réponse et aucun changement institutionnel n’est mis en œuvre.
L’ICE revient sur le devant de la scène lors du second mandat de Donald Trump, qui impose à nouveau une politique migratoire rigide. L’administration lance une vaste campagne de déportations. Le 22 janvier, le Département de la Sécurité intérieure annonce la suppression d’une directive de l’ère Obama qui protégeait les immigrés en situation irrégulière dans des lieux sensibles tels que les hôpitaux, les lieux de culte, les tribunaux, les funérailles, les mariages et les écoles,. Deux jours plus tard, le secrétaire par intérim à la Sécurité intérieure, Benjamine Huffman, déclare que l’agence expulsera les personnes temporairement admises sous l’administration Biden. Le gouvernement invoque la Loi sur les ennemis étrangers (Alien Enemies Act) pour procéder à des expulsions rapides, souvent sans procédure judiciaire complète, et certaines personnes sont détenues au Salvador. Des citoyens américains sont détenus et expulsés par erreur. Les pratiques de l’administration soulèvent des questions juridiques et provoquent des controverses parmi les avocats, les juges et les universitaires. L’administration Trump fixe des objectifs quotidiens d’arrestations pour l’ICE et lance une campagne controversée visant à accroître la visibilité de ses interventions,,.
Des témoignages font état de ciblage ethnique, notamment de personnes « à l’apparence hispanique », et des détenus rapportent des conditions de détention dégradantes : privation de nourriture, d’eau et de soins,. Plusieurs décès surviennent dans les centres de détention de l’ICE au cours des premiers mois du mandat.
En 2025, des manifestations éclatent à travers les États-Unis pour dénoncer les politiques migratoires de l’ICE, notamment lors des protestations de juin à Los Angeles,,,,.
L’agence reste actuellement sans directeur confirmé par le Sénat, et ce depuis le départ de Sarah Saldaña en janvier 2017. Le poste est toujours occupé par Todd Lyons, directeur par intérim.
Le 4 juillet 2025, la loi « One Big Beautiful Bill Act » (méga-projet de loi), promulgué par le président Trump, accorde à l’ICE un financement sans précédent pour la construction de centres de détention, les opérations d’expulsion et le recrutement massif de nouveaux agents,. Ce budget dépasse celui de toute autre agence fédérale dans l’histoire des États-Unis, y compris le service carcéral fédéral. L'expansion entraîne des détentions et expulsions massives, une restriction de l’accès à l’asile, ainsi que des conséquences économiques et humanitaires majeures.

## Organisation
L’ICE dispose de bureaux à travers l’ensemble du territoire américain ainsi que de répresentations dans les principales missions diplomatiques des États-Unis à l’étranger. Les agents de l’ICE n’assurent pas la surveillance des frontières, car cette mission revient à la Patrouille frontalière.
Chargée d’identifier et de corriger les vulnérabilités en matière de sécurité aux frontières, dans l’économie, les transports et les infrastructures, l’agence emploie environ 20 000 personnes, réparties dans environ 400 bureaux aux États-Unis et dans 53 pays.
Les deux principales directions de l’ICE – à savoir HSI et ERO – fonctionnent comme des agences distinctes, avec des mandats totalement séparés. La Direction HSI se consacre à la lutte contre la criminalité transnationale, tandis qu’ERO est chargée de l’arrestation, de la détention et de l’expulsion des personnes en situation irrégulière.
Au-delà de ses deux directions, l’agence comprend également plusieurs divisions de soutien, chacune dirigée par un directeur délégué. Ces divisions fournissent des services d’enquête, d’intervention et de sécurité au public ainsi qu’aux partenaires des forces de police, tant au niveau fédéral que local.
Le directeur de l’ICE est nommé par le président des États-Unis, nomination qui doit être confirmée par le Sénat. Ce poste rend compte directement au secrétaire à la Sécurité intérieure,.

### Structure
- Cadres supérieurs :
  - Todd Lyons, directeur intérimaire (acting director);
  - Madison Sheahan, directrice adjointe (deputy director);
  - Jon Feere, chef de cabinet (chief of staff);
  - Jennifer Cleary, directrice financière (chief financial officer).
- Services du personnel :
  - Direction des opérations d’application de la loi et de renvoi (Enforcement and Removal Operations – ERO) : Marcos Charles, directeur délégué intérimaire (acting associate executive director);
    - Division des expulsions (Removal Division);
    - Division de la sécurisation des communautés et de l’application de la loi (Secure Communities and Enforcement Division);
    - Division des services de santé pour les immigrés (Immigration Health Services Division);
    - Division du soutien opérationnel (Mission Support Division);
    - Division de gestion des centres de détention (Detention Management Division);
    - Bureaux locaux (Local Field Offices);

  - Direction des enquêtes sur la sécurité intérieure (Homeland Security Investigations – HSI) : Derek Gordon, directeur délégué intérimaire (acting associate executive director);
    - Division des opérations nationales (Domestic Operations Division);
    - Office du renseignement (Office of Intelligence);
    - Division des opérations internationales (International Operations Division);
    - Division du soutien opérationnel (Mission Support);
    - Centre national de coordination des droits de propriété intellectuelle (National Intellectual Property Rights Coordination Center);
    - Division des enquêtes sur la sécurité nationale (National Security Investigations Division);

  - Divisions de soutien :
    - Division de la gestion et de l'administration des programmes (Management and Program Administration) : Susan Dunbar, directrice déléguée intérimaire (acting executive associate director);
    - Office de la responsabilité professionnelle (Office of Professional Responsibility) :  Jennifer Fenton, directrice déléguée (associate director);
    - Bureau du conseiller juridique principal (Office of the Principal Legal Advisor) : Charles Wall, conseiller juridique principal intérimaire (principal legal advisor);

(En date d'août 2025)

### Direction des enquêtes sur la sécurité intérieure (HSI)

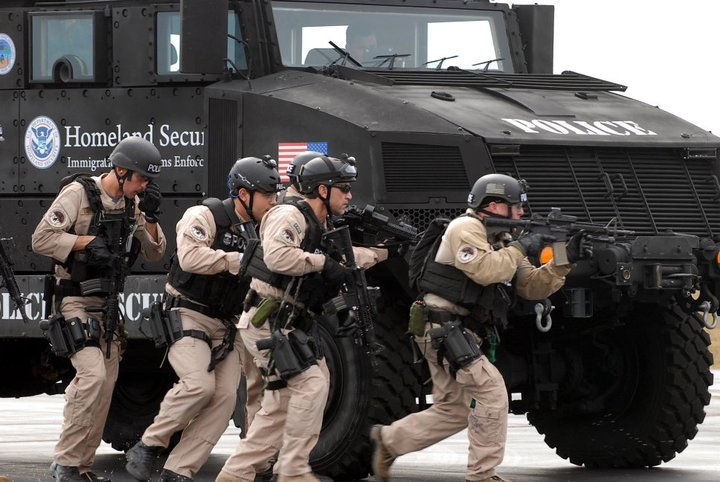
Des membres d'une équipe d'intervention spéciale s'entraînent à l'aide d'un véhicule blindé à Fort Benning en Géorgie.

Principal bras d’enquête du Département de la Sécurité intérieure, cette direction regroupe plus de 10 300 employés, répartis dans 30 bureaux aux États-Unis et 52 bureaux internationaux, dont 41 antennes secondaires. Parmi eux, environ 6 000 sont des enquêteurs criminels, ce qui fait de cette équipe le deuxième service d’enquête fédéral en taille, juste derrière le FBI.
Ses agents spéciaux enquêtent sur les infractions à la loi qui menacent la sécurité nationale, notamment dans les domaines suivants :
- la contre-prolifération;
- le trafic et la traite d’êtres humains;
- le trafic d’armes et de stupéfiants;
- les violations des droits humains;
- les activités de gangs transnationaux;
- les crimes financiers (blanchiment d’argent, contrebande de devises);
- la cybercriminalité;
- l’exploitation des enfants et le tourisme sexuel;
- les délits commerciaux (fraude, contrefaçon de propriété intellectuelle);
- la contrebande de médicaments contrefaits;
- la fraude documentaire et aux prestations;
- la fabrication et l’usage de faux documents d’identité et d’immigration,
- la fraude à grande échelle;
- le vol d’œuvres d’art;
- les crimes liés au patrimoine culturel et aux antiquités;
- le contrôle des exportations et la sécurité des visas[57].

La Direction HSI peut également être mobilisée pour assurer la sécurité de personnalités importantes et renforce les effectifs du Secret Service lors d’événements spéciaux ou d’élections.
Se trouvent sous la compétence juridique de cette direction :
- la Loi sur l’immigration et la nationalité (Immigration and Nationality Act), soit le titre 8 du Code des États-Unis (United States Code);
- la législation douanière, soit le titre 19 du Code;
- la législation pénale, soit le titre 18 du Code;
- la Loi sur les substances contrôlées (Controlled Substances Act), soit le titre 21 du Code;
- plusieurs autres textes législatives (titres 5, 6, 12, 22, 26, 28, 31, 46, 49, 50), avec l’approbation du Département de la Justice.

#### Division des opérations nationales

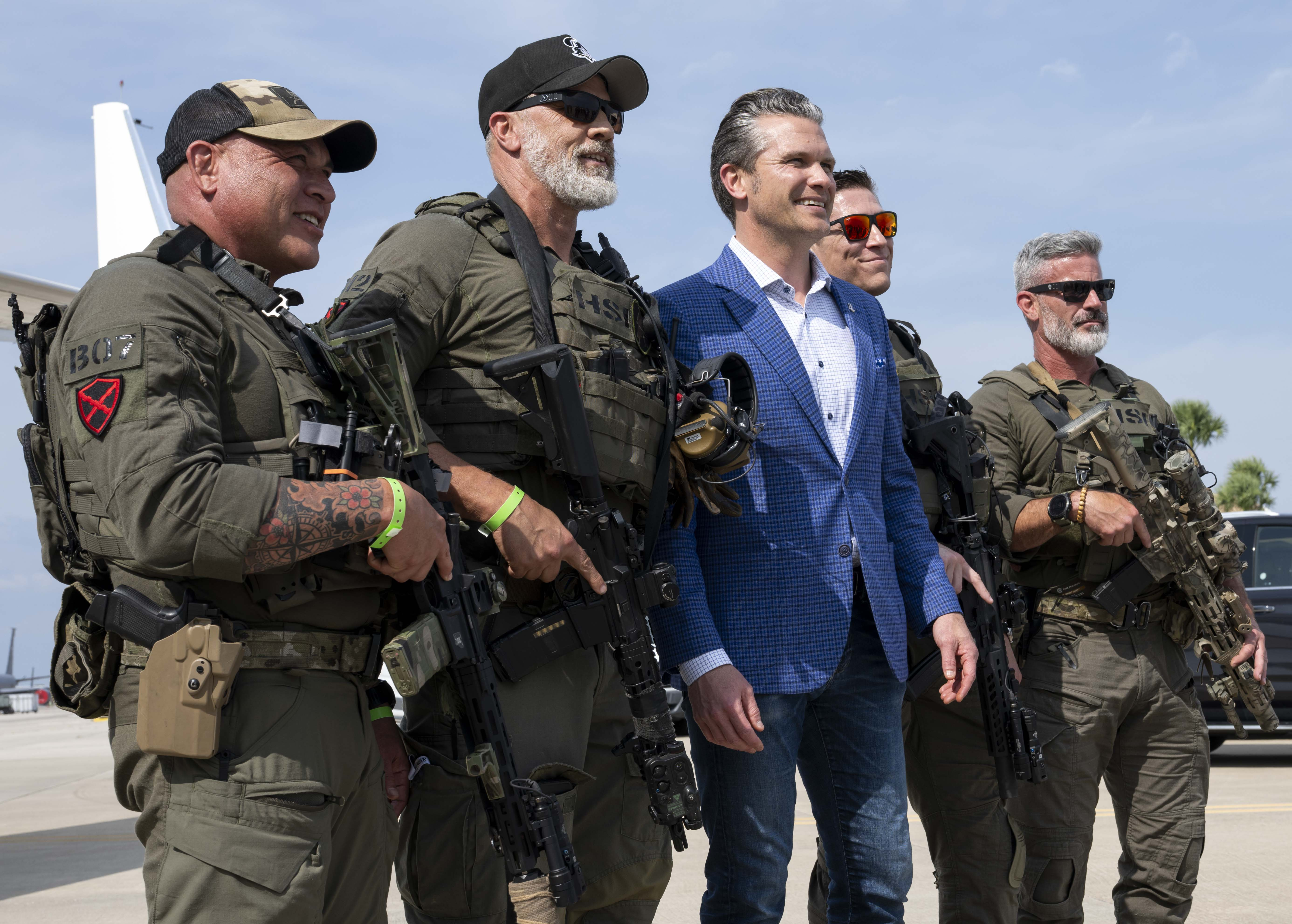
Des agents de l'ICE rencontrent le secrétaire à la Défense Pete Hegseth à la base aérienne MacDill, en Floride, le 6 mai 2025.

La majorité des agents spéciaux de la Direction HSI sont affectés aux opérations nationales. En 2020, ces agents réalisent :
- 31 915 arrestations criminelles;
- le sauvetage ou l’identification de 1 012 victimes d’exploitation infantile;
- la saisie de 341 millions de dollars en marchandises contrefaites,
- 6 195 livres de fentanyl;
- 1,8 milliard de dollars en espèces et actifs criminels.[59]

Cette équipe joue un rôle central dans la lutte contre l’exploitation des enfants, notamment l’exploitation sexuelle; la production, la diffusion et la publicité de pornographie infantile; et le tourisme sexuel impliquant des mineurs. Les agents et analystes priorisent le soutien aux victimes et mènent des actions de sensibilisation auprès des enfants, des parents, des écoles et des communautés pour contrer les tactiques des prédateurs. Ils identifient et arrêtent également les individus impliqués dans la possession et la distribution de matériel pédopornographique.
En 2006, l’opération « Flicker » révèle que des dizaines d’employés du gouvernement américain, dont des membres du Pentagone disposant d’une habilitation de sécurité élevée, ont téléchargé de la pornographie infantile.

#### Office du renseignement
Cet office emploie des spécialistes en recherche de renseignement pour répondre aux besoins tactiques et stratégiques de la Direction HSI. Ils collectent, analysent et diffusent des informations destinées aux unités opérationnelles du Département de la Sécurité intérieure. L'Office du renseignement collabore étroitement avec les services de renseignement d’autres agences fédérales, étatiques et locales.
Dans de nombreux bureaux locaux de l’ICE, les analystes du renseignement sont soit affectés à des groupes spécialisés – tels que ceux dédiés aux crimes financiers, à la contre-prolifération, aux stupéfiants ou à la fraude documentaire –, soit intégrés à des unités locales appelées groupes de renseignement sur le terrain (Field Intelligence Groups), qui se consacrent principalement à la collecte de renseignements d’origine humaine (HUMINT).

#### Division des opérations internationales

Des membres d'une équipe d’intervention rapide prodiguent des soins à une victime simulée lors d’un exercice de formation à la base aérienne de Nellis, au Nevada, le 20 septembre 2012.

Les agents de cette division sont déployés dans 60 lieux à travers le monde. Ces bureaux collaborent avec les gouvernements étrangers pour identifier et neutraliser les organisations criminelles transnationales avant qu’elles ne menacent les États-Unis. Cette division soutient également les enquêtes nationales de l'ICE en fournissant du renseignement provenant des pays hôtes, en menant des enquêtes connexes et en facilitant les enquêtes internationales menées depuis les bureaux américains.

#### Équipes d'intervention spéciale
Vingt bureaux de terrain de la Direction HSI disposent d’une équipe d’intervention spéciale (Special Response Team),. Ces unités trouvent leur origine dans le Service des douanes des États-Unis, sous le nom d'équipe d'intervention et d'exécution des mandats (Warrant Entry and Tactical Team), avant d’être renommées en 1998. Elles sont officiellement intégrées à l’ICE en 2003. En janvier 2020, l’ICE compte 20 équipes d’intervention spéciale, composées de 34 agents à plein temps et 269 agents en service secondaire.
Ces équipes sont chargées de l’exécution des mandats d’arrestation ou de perquisition à haut risque, des interventions en zones rurales, de la protection de personnalités importantes, de la couverture sniper lors d’opérations sensibles et de la sécurité lors d’événements nationaux de sécurité. Elles sont présentes dans des villes comme Tampa, Miami, Phoenix, La Nouvelle-Orléans, Houston, New York, Boston, Dallas, Los Angeles, San Antonio, San Juan, Détroit, San Francisco, El Paso, Chicago, San Diego, Seattle, Buffalo et Washington, D.C. Une équipe d’instructeurs est basée à temps plein à Columbus, en Géorgie. Principalement mobilisées pour des opérations à haut risque, les équipes d’intervention spéciale interviennent également lors de catastrophes naturelles, comme l’ouragan Katrina ou le séisme en Haïti en 2010.
Les candidats doivent réussir une épreuve physique, obtenir un score d’au moins 90 % au tir en tenue tactique complète, et passer un entretien oral. S’ils sont sélectionnés, ils suivent ensuite une formation intensive dans le cadre du Stage de certification de base (Initial Certification Course), dispensée à Fort Benning, en Géorgie, où ils doivent valider des épreuves physiques, de tir, de mise en situation et théoriques.
Les équipes s’entraînent régulièrement avec d’autres unités fédérales, étatiques et locales, et apportent leur soutien lors d’événements nationaux ou d’opérations complexes. Grâce à leur collaboration avec le Département de la Défense, elles bénéficient d’équipements militaires excédentaires, comme des véhicules blindés protégés contre les mines et les embuscades, des armes et du matériel tactique conçu pour les forces spéciales américaines.

### Direction des opérations d’application de la loi et de renvoi (ERO)
Principalement chargée de l’expulsion et du renvoi des personnes en situation irrégulière, cette direction s'occupe de l’une des fonctions les plus visibles – et controversées – de l’ICE. Elle gère des centres de détention destinés à accueillir les personnes soupçonnées d’être présentes illégalement sur le territoire américain et représentant une menace raisonnable pour la sécurité publique. Dans les bureaux de l’intérieur du pays, les agents mènent des opérations ciblées pour interpeller des immigrés impliqués dans des activités criminelles graves. Aux frontières, ils prennent en charge les personnes arrêtées par la Patrouille frontalière américaine 

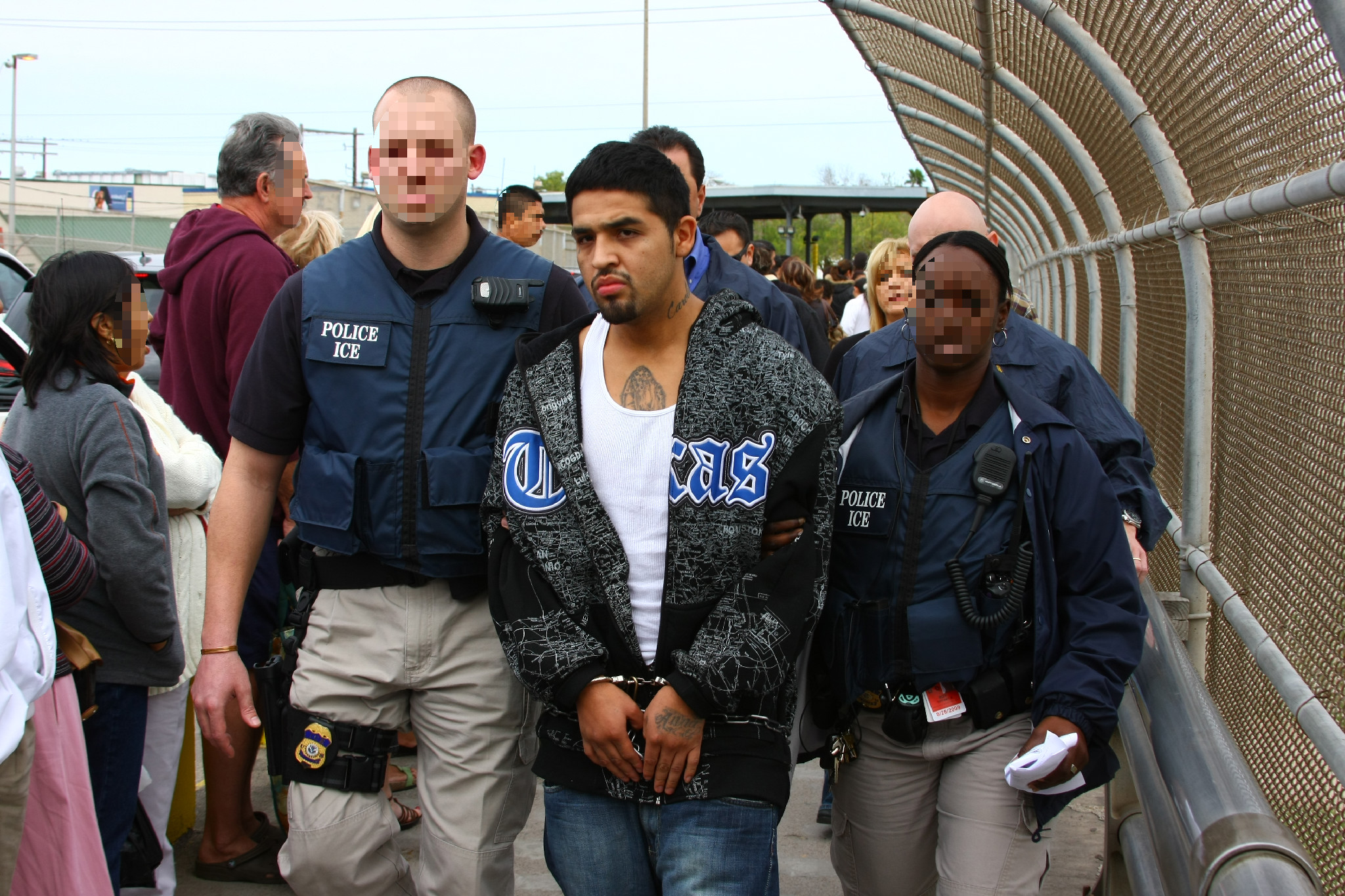
Des agents de l'ICE expulsent un homme vers le Mexique.

Responsable de l’application des lois sur l’immigration et de l’organisation du départ des personnes expulsables, la Direction ERO et ses agents de détention et de renvoi identifient, arrêtent et expulsent les individus en infraction avec la législation migratoire. Les agents de renvoi assurent le transport et la détention des personnes sous la garde de l’ICE, leur expulsion vers leur pays d’origine, la surveillance des cas en cours de procédure, ainsi que la supervision des personnes libérées sous conditions ; ils peuvent également procéder à des arrestations pour violations des lois migratoires.
Les agents de renvoi opèrent au sein d'équipes de recherche des fugitifs (Fugitive Operations Teams), chargées de localiser, interpeller et expulser les personnes ayant fui les procédures d’immigration et faisant l’objet de mandats d’expulsion en suspens. En raison de ressources limitées, ces équipes se concentrent généralement sur les individus ayant un passé criminel lourd (homicide, agressions sexuelles, crimes aggravés, etc.).
La direction ERO gère également le programme « Secure Communities » (sécuriser nos collectivités), qui permet d’identifier les personnes expulsables détenues dans les prisons et centres de détention. Lorsqu’une personne est arrêtée, ses empreintes digitales sont automatiquement comparées à la base du Système d’identification de nouvelle génération (Next Generation Identification) du FBI, ainsi qu’au Système d’identification biométrique automatisé (Automated Biometric Identification System) du Département de la Sécurité intérieure.
Cette direction portait autrefois le nom d'Office des opérations de détention et de renvoi (Office of Detention and Removal Operations).

### Autres divisions de l'ICE

#### Office de coordination avec les autorités étatiques, locales et autochtones (Office of State, Local and Tribal Coordination)
Chargé de la communication et de la coopération avec les autorités locales, étatiques, territoriales et autochtones, cet office développe des partenariats, coordonne les activités avec les forces de police locales et gère les programmes « ACCESS » (Accords de coopération pour renforcer la sécurité des communautés – Agreements of Cooperation in Communities to Enhance Safety and Security).

#### Bureau du conseiller juridique principal (Office of the Principal Legal Advisor)
Ce bureau dournit des conseils juridiques, formations et services pour soutenir la mission de l’ICE et représente les intérêts des États-Unis devant les juridictions administratives et fédérales.

#### Office de la responsabilité professionnelle (Office of Professional Responsibility)
Cet office enquête sur les allégations de mauvaise conduite impliquant des agents de l’ICE.

#### ICE Air
Division aérienne de l’ICE, ce service dispose de 10 avions et couvre 185 pays qui affrète des avions ou réserve des vols commerciaux pour expulser les personnes vers leur pays d’origine,.

#### Corps des services de santé (Health Service Corps)
Cette division fournit des soins médicaux directs à environ 13 500 personnes détenues dans 21 centres de détention à travers le pays. Il a pour mission d’offrir les meilleurs soins possibles, selon les valeurs d’intégrité, engagement, responsabilité, service et excellence. L’équipe est composée d’environ 1 000 membres, dont des officiers de Service de santé publique des États-Unis (United States Public Health Service), des professionnels de santé et des fonctionnaires civils fédéraux.

### Unités dissoutes de l'ICE

#### Service fédéral des agents de sécurité aérienne (Federal Air Marshal Service)
Ce service est intégré à l’ICE peu après la création du Département de la Sécurité intérieure. Le 16 octobre 2005, le secrétaire à la Sécurité intérieure, Michael Chertoff, approuve officiellement le transfert vers l'Office de l’immigration et des douanes (Bureau of Immigration and Customs Enforcement) vers la TSA, dans le cadre d’une réorganisation plus large du département, conformément aux recommandations de la deuxième phase d’évaluation du Département de la Sécurité intérieure, visant à :
- consolider et renforcer l’application de la loi et la sécurité aérienne au niveau fédéral;
- adopter une approche commune pour la communication avec les parties prenantes;
- améliorer la coordination et l’efficacité des opérations de sécurité aérienne.

Dans le cadre de cette réorganisation, le directeur du Service devient également administrateur adjoint de l'Office des forces de l’ordre (Office of Law Enforcement) de la TSA, qui regroupe la quasi-totalité des services de police de la TSA.

#### Service fédéral de protection nationale (Federal Protective Service)
Ce service est transféré de l'Administration des services généraux (General Services Administration) à l'ICE lors de la création du Département de la Sécurité intérieure. Il est ensuite retiré de l'ICE pour être intégré à la Direction des programmes de protection nationale (National Protection Programs Directorate).

#### Office des opérations aériennes et maritimes (Office of Air and Marine Operations)
Initialement rattaché à l'Office des enquêtes (Office of Investigations) du Service des douanes des États-Unis (United States Customs Service), cet office – alors appelé Division d’intervention aérienne et maritime (Air and Marine Interdiction Division) – est transféré à l’ICE en 2003 lors de la naissance du Département de la Sécurité intérieure. En 2004, à la suite d’un différend budgétaire de 500 millions de dollars entre le Service des douanes et de la protection des frontières des États-Unis et l’ICE, les opérations aériennes et maritimes sont transférées à ce Service. Aujourd’hui, l'Unité aérienne et maritime (CBP Air and Marine) du Service continue de collaborer étroitement avec l’ICE pour soutenir ses opérations de police, tant au niveau national qu’international,,,.

#### Office des politiques et de la planification en matière de détention (Office of Detention Policy and Planning)
Cet office avait pour objet de développer et de maintenir les Normes nationales de détention (National Detention Standards) de l’ICE, qui définissent des règles précises sur le traitement des personnes détenues pour immigration, distinct de celui des détenus criminels. En avril 2017, le président Donald Trump décide de le fermer et de cesser d’inclure ces normes dans les nouveaux contrats de détention.

## Formation des agents

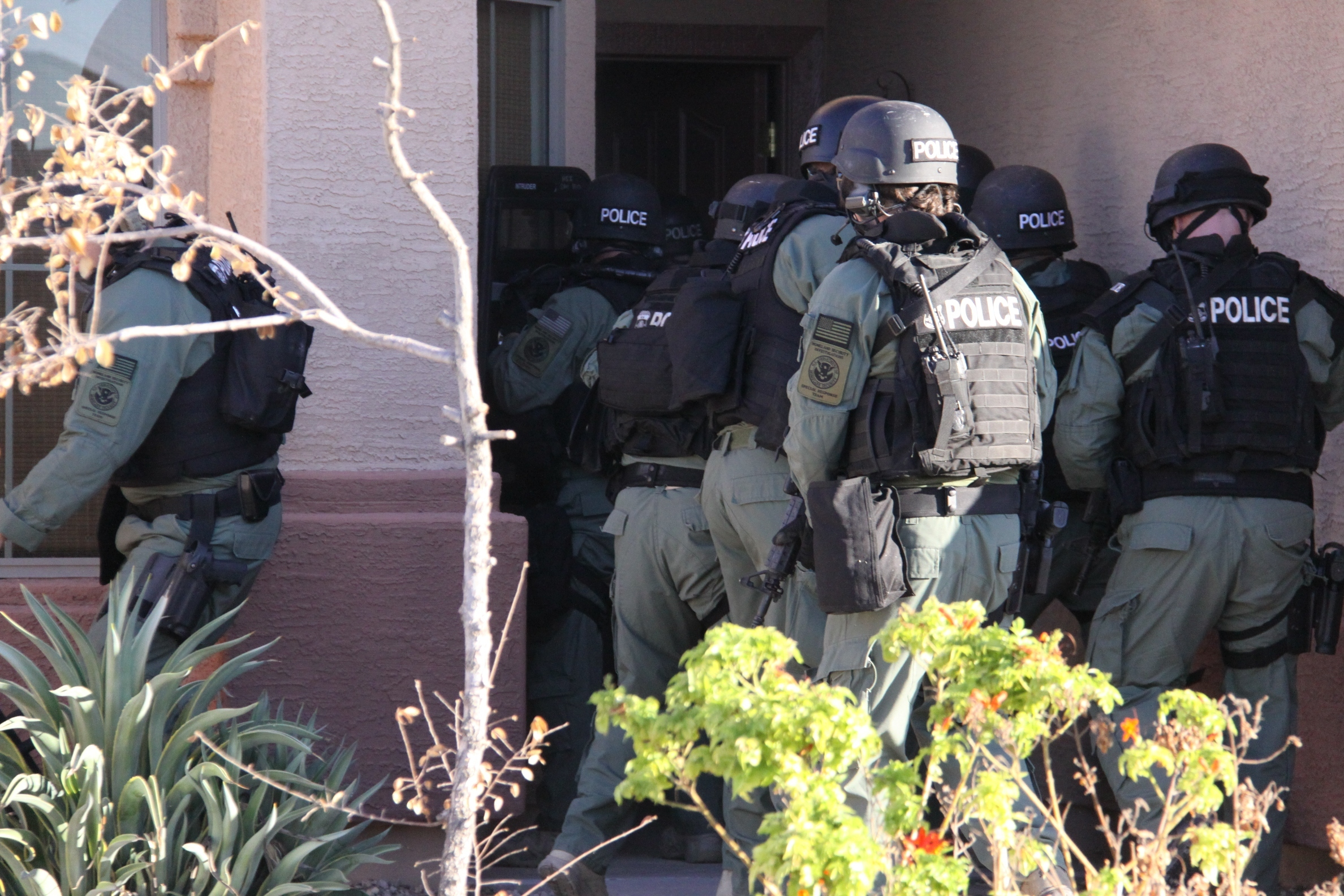
Raid antidrogue mené par une équipe d'intervention spéciale de l'ICE lors de l'opération « Pipeline Express » (démantèlement rapide d’un réseau), en Arizona.

Les nouveaux agents recrutés par l’ICE reçoivent leur formation au Centre de formation des forces de police fédérales (Federal Law Enforcement Training Center), situé à Glynco, en Géorgie, soit le plus grand centre de formation policière des États-Unis. Selon le poste, les programmes durent entre 4 et 6 mois, pour répondre aux besoins académiques et pratiques spécifiques à chaque direction de l’ICE. Après l’obtention de leur diplôme, les agents suivent une formation post-académie, ainsi qu’une formation continue tout au long de leur carrière.

### Direction HSI
Les agents de cette direction doivent suivre le Programme de formation des enquêteurs criminels (Criminal Investigator Training Program), dispensé en collaboration inter-agences, ainsi que le Cours de formation des agents spéciaux (Special Agent Training Course). Ces agents reçoivent également une formation avancée sur :
- le droit douanier américain;
- l’exécution de mandats;
- les tactiques spécialisées;
- les opérations sous couverture;
- les techniques d’interrogatoire criminel;
- les armes de destruction massive;
- d’autres sujets fréquemment rencontrés sur le terrain[83].

Le Programme de formation des enquêteurs criminels est suivi en commun avec d’autres agences gouvernementales, à savoir le Secret Service, le Service de sécurité des diplomates (Diplomatic Security Service), l'Office de l'alcool, du tabac et des armes à feu (Bureau of Alcohol, Tobacco & Firearms) et le Bureau de l'inspecteur général (Office of Inspector General). En revanche, le Cours de formation des agents spéciaux est réservé à l’ICE et se concentre sur les enquêtes liées aux douanes et à l’immigration.

### Direction ERO
Les agents de cette direction doivent suivre une formation de base de 13 semaines à l’Académie ERO (ERO Academy). Les agents de renvoi reçoivent également plusieurs semaines de formation intensive en espagnol avant l’obtention de leur diplôme.
Le contenu détaillé des cours dispensés par cette académie est confidentiel, mais en général les agents reçoivent une formation sur :
- les tactiques policières de base;
- le droit de l’immigration;
- l’utilisation des armes à feu;
- la conduite d’urgence;
- le droit constitutionnel.

## Armes et équipements
| Modèle                        | Type                      | Calibre            | Remarques                                         |
| ----------------------------- | ------------------------- | ------------------ | ------------------------------------------------- |
| Glock 17                      | Pistolet semi-automatique | Parabellum 9x19 mm | Anciennement utilisé comme arme de poing standard |
| Glock 19                      | Pistolet semi-automatique | Parabellum 9x19 mm | Anciennement utilisé comme arme de poing standard |
| H&K USPC                      | Pistolet semi-automatique | .40 S&W            | Anciennement utilisé comme arme de poing standard |
| Beretta 96                    | Pistolet semi-automatique | .40 S&W            | Anciennement utilisé comme arme de poing standard |
| SIG-Sauer P229 DAK            | Pistolet semi-automatique | .40 S&W            | Anciennement utilisé comme arme de poing standard |
| SIG-Sauer P320C               | Pistolet semi-automatique | Parabellum 9x19 mm | Arme de poing standard depuis 2017                |
| Carabine M4                   | Fusil d'assaut            | 5,56 × 45 mm OTAN  |                                                   |
| Fusil de chasse Remington 870 | Fusil de chasse           | calibre 12         |                                                   |

L’ICE tient une liste d’armes personnelles autorisées pour le port en service et hors service. Ces armes doivent être inspectées et approuvées par l’unité des armes à feu de l’agence. L’agent doit se qualifier avec l’arme tous les trois mois. Comme options non létales, les agents spéciaux et les officiers sont équipés d’une matraque métallique extensible et de gaz poivré.

### Technologie
En 2025, l’agence commence à utiliser l’application « Mobile Fortify », capable d’identifier une personne sur le terrain grâce à la reconnaissance faciale. Cette application puise ses données dans deux bases, à savoir celles du Service de vérification des voyageurs (Traveler Verification Service), faisant partie du Service des douanes et de la protection des frontières, et du Processus de saisie et d’arrestation (Seizure and Apprehension Workflow), propriété du Département de la sécurité intérieure.

### Accès aux données
Des efforts sont entrepris pour regrouper les données personnelles provenant de plusieurs agences fédérales afin de soutenir l’application de la législation en matière d’immigration. Cela inclut les dossiers de l'Administration de la sécurité sociale (Social Security Administration), de l’Agence du revenu des États-Unis (Internal Revenue Service), de l'Office de la gestion du personnel (Office of Personnel Management), du Département de la Santé et des Services sociaux (Department of Health and Human Services), entre autres.
Il est rapporté que l’ICE utilise ces données pour détecter les dépassements de visa, identifier les personnes sans papiers et croiser l’utilisation des prestations sociales avec le statut migratoire. L’agence accède également à une base de données de réclamations d’assurance santé et automobile dans le cadre des efforts de déportation.
Des groupes civils et plusieurs procureurs généraux d’État soutiennent que ces pratiques violent la Loi de 1974 sur la protection de la vie privée (Privacy Act of 1974), en omettant de publier les avis requis dans le Registre fédéral (Federal Register). En juin 2025, vingt États intentent des poursuites, alléguant que l’accès du Département de l’efficacité gouvernementale (Department of Government Efficiency – DOGE) aux données de Medicaid et des prestations sociales est utilisé pour faciliter des descentes migratoires, affectant de manière disproportionnée les familles à statut mixte.

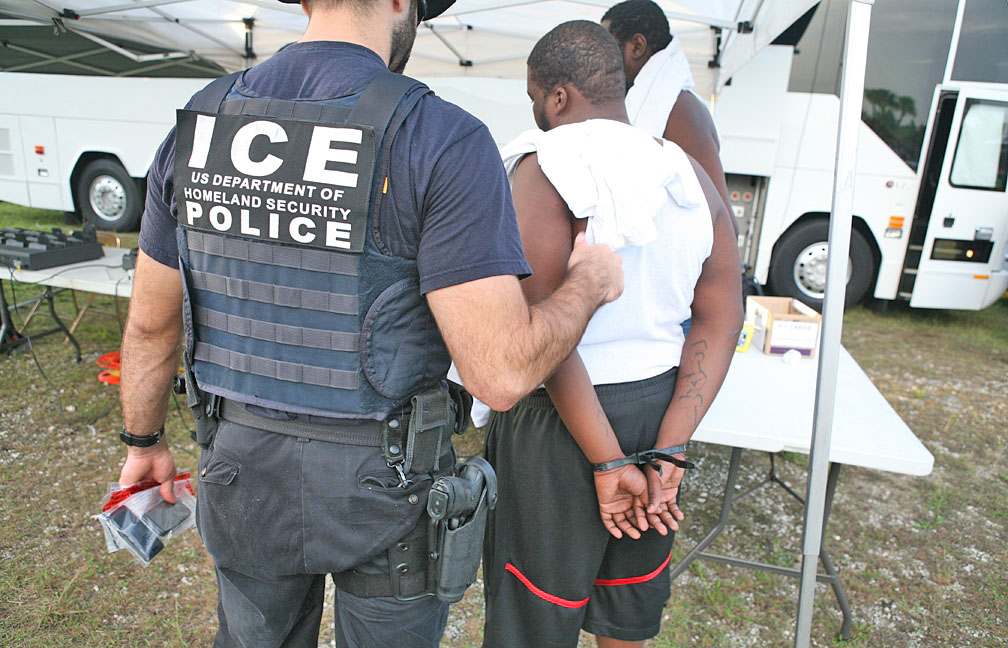
Un agent de l'ICE arrête un suspect.

## Application des lois sur l'immigration
L’article 287(g) de le Loi sur l’immigration et la nationalité permet à l’ICE d’établir une coopération renforcée avec les services de police locales et les gouvernments d'États. Cette disposition autorise le secrétaire à la Sécurité intérieure à conclure avec ces autorités locales des accords permettant à ses agents d’exercer certaines fonctions liées à l’application des lois en matière d’immigration, à condition que ces agents reçoivent une formation adéquate et agissent sous la supervision d’agents assermentés de l’ICE. Dans le cadre de l’article 287(g) de cette loi, l’agence forme et autorise les forces de l’ordre locales à identifier, traiter et, lorsque cela est approprié, détenir les contrevenants aux lois sur l’immigration rencontrés dans le cadre de leurs activités quotidiennes.
Historiquement, l’application des lois sur l’immigration bénéficie du soutien des deux grands partis politiques américains. En 1995, le président démocrate Bill Clinton déclare dans son discours sur l’état de l’Union :

« Tous les Américains — pas seulement ceux des États les plus touchés par ce problème, mais partout dans le pays — sont légitimement préoccupés par le nombre élevé d’étrangers en situation irrégulière entrant dans notre pays. Les emplois qu’ils occupent pourraient être occupés par des citoyens ou des immigrés légaux. Les services publics qu’ils utilisent imposent un fardeau à nos contribuables. C’est pourquoi notre administration agit vigoureusement pour sécuriser davantage nos frontières, en embauchant un nombre record de nouveaux agents de la frontière, en expulsant deux fois plus de criminels étrangers qu’auparavant, en luttant contre l’embauche illégale, en interdisant les prestations sociales aux immigrés sans papiers. Dans le budget que je vous présenterai, nous chercherons à accélérer l’expulsion des immigrés sans papiers arrêtés pour des crimes, à mieux les identifier sur le lieu de travail, comme recommandé par la commission dirigée par l’ancienne élue Barbara Jordan. »

En 1996, il réaffirme :

« Il y a des domaines que le gouvernement fédéral ne doit pas abandonner et qu’il doit traiter avec fermeté. L’un de ces domaines est le problème de l’immigration illégale. Après la négligence de cette responsabilité par les gouvernements successifs, cette administration prend une position ferme pour renforcer la protection de nos frontières. Nous augmentons les contrôles aux frontières de 50 %. Nous intensifions les inspections pour empêcher l’embauche d’immigrés sans papiers. Et ce soir, j’annonce que je signerai un décret pour refuser les contrats fédéraux aux entreprises qui embauchent des immigrés sans papiers. Soyons clairs : nous restons une nation d’immigrants, et nous devons en être fiers. Nous devons honorer chaque immigré légal qui travaille dur pour devenir citoyen. Mais nous sommes aussi une nation de lois. »

Ce dispositif prévu par l’article 287(g) s’inscrit dans les initiatives de l’ICE visant à renforcer la coopération avec les communautés locales pour améliorer la sécurité; il favorise une collaboration accrue entre les forces de l’ordre locales et les agents chargés de l’immigration.
Entre 2009 et 2016, l’administration Obama supervise l’expulsion d’un nombre record de 2,4 millions d’immigrés sans papiers, ce qui lui vaut le surnom de Deporter-In-Chief (chef des expulsions), attribué par Janet Murguía, présidente du Conseil national de La Raza (National Council of La Raza),. Selon les données de l’ICE, environ 40 % des personnes expulsées en 2015 n’ont aucune condamnation pénale, tandis que la majorité des condamnés le sont pour des infractions mineures. Cependant, cette statistique peut être trompeuse : la méthode de comptabilisation des expulsions change sous l’administration du président George Bush et se poursuit sous Barack Obama. Auparavant, les personnes interceptées à la frontière sud étaient simplement reconduites sans être comptabilisées comme expulsées. Avec le changement, elles sont désormais prises en photo, enregistrées par empreintes digitales et ajoutées au total des expulsions, ce qui contribue à gonfler les chiffres de l’administration Obama.

## Centres de détention
La Direction ERO gère des centres de détention à travers les États-Unis, où sont placés les immigrés en situation irrégulière arrêtés et soumis à une procédure d’expulsion. En 2025, environ 56 945 personnes sont détenues chaque jour dans 436 établissements répartis sur le territoire, incluant des centres de détention, des prisons et des établissements pénitentiaires. Ces personnes incluent des immigrés sans papiers arrêtés par l’ICE ainsi que par d’autres agences comme la Patrouille frontalière. En raison du quota imposé par le Congrès américain, qui exige un minimum de 34 000 lits disponibles quotidiennement pour les détenus en matière d’immigration, ce chiffre ne cesse d’augmenter.

### Allégations d'abus sexuels
Un rapport publié par The Intercept révèle que 1 224 plaintes pour abus sexuels ont été déposées entre janvier 2010 et juin 2017 par des personnes détenues dans des centres de l’ICE. Seulement 2 % de ces plaintes ont été effectivement examinées. En 2020, l’organisation Kino Border Initiative recense 442 signalements d’abus commis par des agents américains, soit 18 % des nouveaux arrivants.

### Allégations de stérilisation forcée
En 2020, plusieurs organisations de défense des droits de la personne se joignent à une lanceuse d’alerte pour accuser un centre de détention pour immigrés, situé en Géorgie et géré par une entreprise privée sous contrat avec ICE, d’avoir pratiqué des stérilisations forcées sur des femmes détenues. Selon les témoignages, un médecin aurait réalisé des interventions médicales non autorisées sur ces femmes. La lanceuse d’alerte, Dawn Wooten, infirmière et ancienne employée du centre, affirme qu’un nombre élevé de stérilisations ont été pratiquées sur des femmes hispanophones ou qui parlent des langues autochtones d’Amérique latine. Elle déclare que ce centre n’a pas obtenu de consentement éclairé pour ces opérations, ou qu’il a menti aux femmes sur la nature des procédures médicales.
Plus de quarante femmes ont fourni des témoignages écrits pour documenter ces abus, selon un avocat. Jerry Flores, professeur à l’Université de Toronto à Mississauga, estime que le traitement infligé à ces femmes constitue une violation des droits humains et un acte de génocide, selon les normes de l'ONU. L’organisation Just Security, affiliée à la faculté de droit de l’Université de New York, affirme que les États-Unis portent une responsabilité internationale dans ces stérilisations forcées. En septembre 2020, le gouvernement mexicain exige des explications des autorités américaines concernant les procédures médicales pratiquées sur les migrantes dans les centres de détention, après des allégations selon lesquelles six femmes mexicaines auraient été stérilisées sans leur consentement. Une autre femme rapporte avoir subi une opération gynécologique, bien qu’aucune mention de son accord ne figure dans son dossier de détention.

### Allégations de repas à base de porc servis aux détenus musulmans
En 2020, CNN rapporte que des détenus musulmans dans un centre fédéral d’immigration situé à Miami, en Floride, ont été répétitivement servis du porc ou des produits dérivés du porc, en contradiction avec leurs convictions religieuses, selon des défenseurs des droits des immigrés,,. Des dizaines de détenus musulmans sont incarcérés dans cet établissement, où la consommation de porc est strictement interdite par leur religion, comme l’ont souligné plusieurs groupes de défense des droits civiques dans une lettre adressée à l’ICE et aux agences fédérales de surveillance. Les détenus du centre de détention Krome à Miami auraient été contraints d’accepter ces repas, car les plats halal fournis par l’ICE étaient souvent avariés ou périmés. Dans un cas rapporté, l’aumônier du centre aurait ignoré les appels à l’aide des détenus musulmans, répondant simplement : « It is what it is » (« C’est comme ça »).
Une lettre rédigée par des avocats spécialisés en droits civiques indique que de nombreux détenus ont souffert de douleurs abdominales, de vomissements et de diarrhées à la suite de la consommation de ces repas. Un porte-parole de l’ICE a affirmé que l’agence ne refusait à personne une « opportunité raisonnable et équitable de respecter ses pratiques alimentaires religieuses ». Les représentants du centre, y compris l’aumônier, n’ont pas répondu aux demandes de commentaires. Un précédent cas, survenu en 2019, fait état d’un homme né au Pakistan, titulaire d’un permis de travail valide aux États-Unis, à qui l’on aurait servi uniquement des sandwiches au porc pendant six jours consécutifs.

### Détentions abusives de citoyens américains
Entre 2012 et début 2018, l’ICE arrête et détient à tort 1 480 citoyens américains. Certains passent des mois, voire des années en détention. En 2018, une enquête du Los Angeles Times révèle que ces erreurs proviennent principalement de l’usage de bases de données incomplètes et peu fiables, ainsi que d’enquêtes menées avec négligence. Entre 2008 et 2018, plus d’une vingtaine de citoyens américains intentent des poursuites contre l’ICE pour arrestation abusive, après avoir été détenus pendant des périodes allant d’un jour à plus de trois ans. Certains sont même arrêtés à plusieurs reprises par l’agence.
Les données gouvernementales erronées utilisées par l’ICE conduisent à la détention de personnes immigrées et de citoyens américains, sans distinction. En 2019, un citoyen américain détenu témoigne avoir perdu 12 kilos en raison des conditions déplorables dans le centre de détention où il est incarcéré.

### Séparation des enfants migrants de leurs familles
Dans le cadre de la politique de tolérance zéro mise en place par l’administration Trump en 2018, près de 3 000 mineurs sont séparés de leurs parents ou des adultes qui les accompagnent alors qu’ils tentent de franchir illégalement la frontière entre les États-Unis et le Mexique,,. Ces enfants sont ensuite placés dans des centres de détention. Le magazine Rolling Stone compare ces centres à des prisons, tandis que le Houston Chronicle rapporte un mouvement en ligne qualifiant ces lieux de « camps de concentration »,. L’ancienne Première dame des États-Unis, Laura Bush, établit un parallèle entre les images de ces centres et les camps d’internement des Japonais-Américains durant la Seconde Guerre mondiale. Parmi les 34 centres situés au Texas, 16 ont déjà été signalés par les autorités locales pour plus de 150 violations sanitaires. L’ancien directeur de l’ICE, John Sandweg, critique cette politique de séparation, déclarant à NBC News : « Il est facile d’imaginer une situation où l’écart entre l’expulsion d’un parent et celle de son enfant dure des années », ajoutant que de nombreux enfants pourraient ne jamais revoir leurs parents.
Certains enfants détenus ont même été placés en adoption. Dans plusieurs affaires judiciaires, des familles d’accueil ont obtenu la garde légale complète d’enfants migrants sans que leurs parents biologiques soient informés. L’agence Bethany Christian Services, qui gère des placements d’enfants dans le Michigan, est vivement critiquée pour avoir encouragé l’adoption de ces enfants au lieu de chercher à les réunir avec leurs familles. Un ancien message publié sur Facebook indiquait que les frais de dossier pour l’adoption internationale, habituellement de 550 dollars, étaient exemptés pour le mois de juin, ce qui a provoqué une vive indignation et des manifestations contre l’agence. Cette politique a contribué à l’essor du mouvement Abolish ICE (Abolir l’ICE) à partir de juin 2018.
Dans son ouvrage The Undocumented Americans (Les Américains sans papiers), Karla Cornejo Villavicencio décrit la peur constante vécue par des personnes sans papiers, craignant que chaque coup frappé à la porte annonce l’arrivée d’agents de l’ICE. Elle rapporte que certains installent des caméras de surveillance et évitent d’ouvrir la porte pour protéger leur famille.

## Villes sanctuaires
Les villes sanctuaires (sanctuary cities) sont des municipalités qui limitent leur coopération avec l’ICE, notamment en ce qui concerne les migrants en situation irrégulière arrêtés pour des infractions pénales au niveau local ou étatique. Lorsqu’un immigré sans papiers est arrêté par la police locale, ses informations sont transmises à une base de données fédérale accessible aux agents de l’ICE. Dans une ville non sanctuaire, ces agents peuvent demander à la police de retenir la personne après sa libération prévue, afin de permettre son arrestation par l’ICE. Les villes sanctuaires considèrent cette pratique comme inconstitutionnelle, estimant que le statut d’immigré sans papiers constitue une infraction civile, et non pénale. Par conséquent, leurs politiques interdisent à la police de prolonger la détention d’une personne uniquement sur demande de l’ICE, si elle est autrement libérable.
Ces villes ont été au cœur des efforts de réforme migratoire de l’administration Trump. En 2017, le président Trump signe un décret présidentiel visant à priver les villes sanctuaires de subventions fédérales si elles ne coopèrent pas avec l’ICE. En novembre de la même année, ce décret est invalidé par la Cour de district des États-Unis pour le district nord de la Californie. Malgré cela, l’administration Trump continue à chercher des moyens de contourner cette décision, notamment en favorisant l’attribution de subventions policières aux juridictions qui coopèrent avec l’ICE.

## Critiques

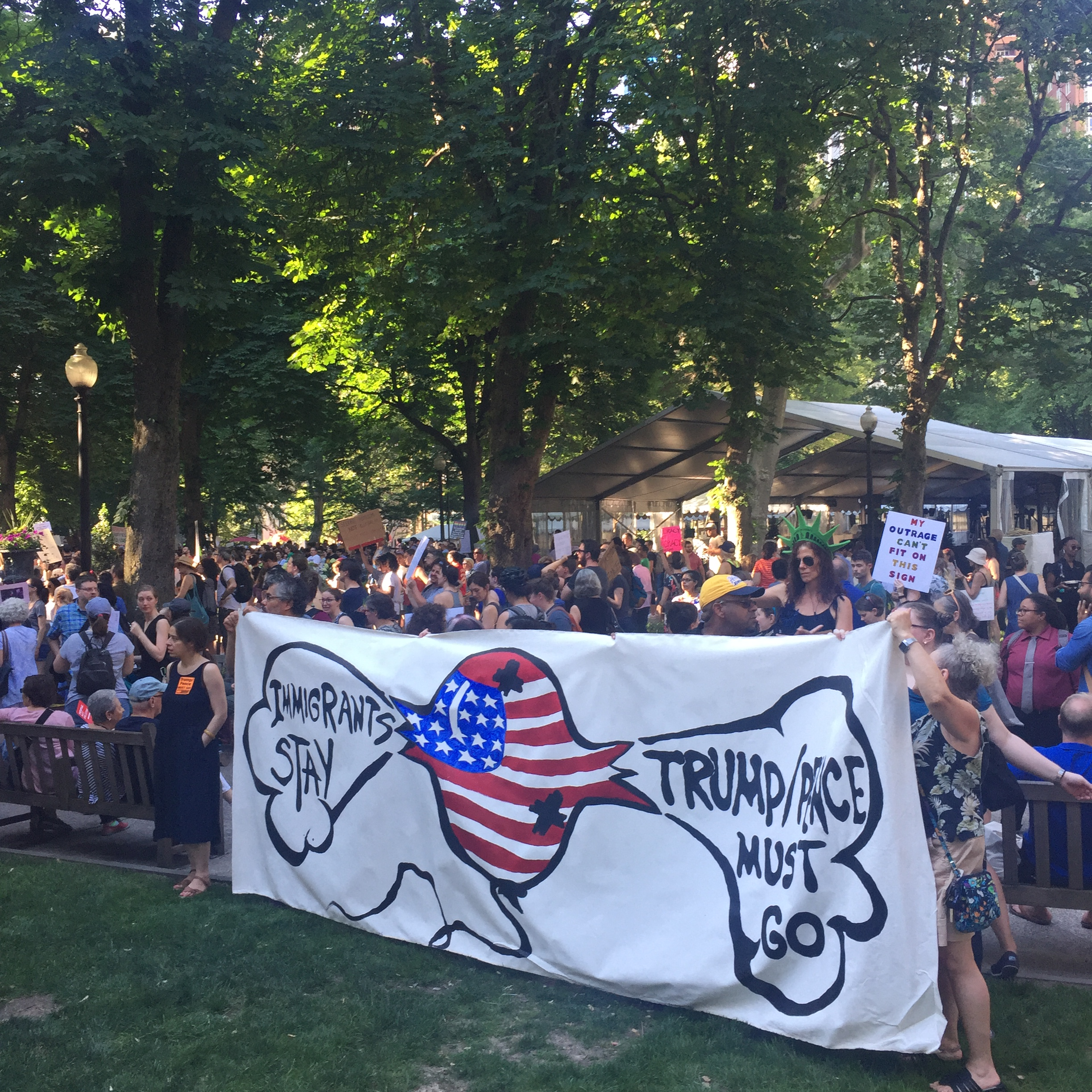
Manifestation contre l'ICE à Philadelphie, en juin 2018.

### 2017–2021: Première administration Trump
- Politique commune en matière d'asile
- Service de sécurité diplomatique des États-Unis
- Administration de contrôle des drogues des États-Unis
- Service fédéral de police de l'air des États-Unis
- Service fédéral de protection des États-Unis
- Liste des forces de police du gouvernement fédéral des États-Unis
- Monopole de la violence légitime
- Patrouille frontalière des États-Unis
- Service des marshals des États-Unis
- Secret Service des États-Unis

De nombreuses manifestations éclatent à travers les États-Unis en réaction aux politiques migratoires de l’ICE sous la première administration Trump. Des groupes de manifestants occupent les abords des installations de l’ICE dans le but de perturber ses opérations. Le mouvement « Occupy ICE » (« Bloquons l’ICE ») débute le 17 juin 2018 à Portland, en Oregon, sous forme de veillée en hommage aux victimes des politiques migratoires, avant de se transformer spontanément en un mouvement national. Il s’étend rapidement à des villes comme Philadelphie, San Francisco, San Diego et New York. Malgré les contre-manifestants et les arrestations, les protestataires restent déterminés à lutter contre les politiques de l’ICE. Une coordination accrue entre les groupes d’Occupy ICE dans différentes villes se met en place.
D’autres actions citoyennes émergent également. Le 1er août 2019, une manifestation pacifique d’un mois débute devant les bureaux de l’ICE à San Francisco, avec des tambours et des appels à mettre fin à la séparation des familles à la frontière. Les manifestants ciblent aussi des entreprises technologiques comme Microsoft, accusées de fournir des outils à l’ICE. Le 14 septembre 2019, un sit-in est organisé dans le magasin Microsoft de la 5e Avenue, à New York, par le collectif « Close the Camps NYC » (« Fermons les camps à New York », référence aux camps de concentration). Lors des manifestations de 2020 à Portland, des protestataires brisent les vitres du bureau local de l’ICE.
En parallèle, plusieurs élus démocrates et figures progressistes appellent à abolir l’ICE et à réformer en profondeur le système migratoire américain,.

### 2025–présent: Deuxième administration Trump
En 2025, des manifestations éclatent à travers les États-Unis pour dénoncer les politiques migratoires de l’ICE, notamment lors des protestations de juin à Los Angeles,,,,.
Le 6 juin 2025, des agents de l’ICE mènent des opérations dans plusieurs quartiers, arrêtant des personnes soupçonnées d’immigration illégale. Les manifestations, parfois violentes, se concentrent dans le centre-ville. Le 7 juin, des affrontements ont lieu à Paramount et à Compton, en Californie, entraînant l’arrestation de 118 personnes. En réponse, le président Trump fédéralise la Garde nationale de Californie, déployant 2 000 soldats dans la région sous le commandement du 51e Groupe de travail conjoint (Joint Task Force 51).
Les protestations se poursuivent dans les jours suivants, notamment à Santa Ana, où des travailleurs journaliers sont arrêtés. Des barricades, des obstructions routières, et même des incendies de véhicules autonomes sont signalés. Le comté de Los Angeles déclare l’état d’urgence, et des affrontements avec les forces fédérales se multiplient.